# Ronald Ross
Sir Ronald Ross (13. května 1857, Almora – 16. září 1932, Londýn) byl britský lékař, parazitolog a spisovatel, jeden ze zakladatelů moderní epidemiologie. Za svůj výzkum malárie obdržel v roce 1902 Nobelovu cenu za fyziologii nebo lékařství. Zjištěním, že tuto nemoc přenášejí komáři Anofeles tak položil základy v boji proti této nemoci.

## Život
Narodil se v Indii jako syn anglického generála sira C. C. G. Rosse. Když mu bylo deset let, otec ho poslal do Anglie získat vzdělání. Pod otcovým nátlakem v roce 1875 zahájil studium na londýnské Univerzitě medicíny svatého Bartoloměje (St Bartholomew's Hospital Medical College), přestože se chtěl stát nezávislým umělcem. Miloval hudbu a literaturu. O šest let později vstoupil do Indické lékařské služby (Indian Medical Service). Následně se vrátil do Indie, kde se jako člen Indian Medical Service (1892–1899) zabýval studiem malárie. Po počátečních neúspěších a stovkách experimentů se mu roku 1897 podařilo prokázat přítomnost původce malárie v žaludku komára Anopheles stephensi. Podpořil tak teorii lékaře londýnské námořní nemocnice Patricka Mansona o tom, že nemoc přenášejí komáři. O rok později to prokázal v pokusech s ptáky. Ukázal, že malarický parazit byl přenášen kousnutím infikovaných komárů. Na jeho poznatky navázal italský lékař a zoolog Giovanni Battista Grassi. Ross se s ním později dostal do sporu během řízení o udělení Nobelovy ceny.
Ross odešel z Indie roku 1899 a nastoupil na Liverpoolskou univerzitu tropického lékařství (Liverpool School of Tropical Medicine). Vzápětí byl vedením školy vyslán do západní Afriky, aby zde pokračoval ve svém výzkumu malárie – měl vypátrat druhy komárů, které ji přenášejí. V roce 1901 byl zvolen členem Královské společnosti, ve které mezi lety 1911 a 1913 zastával funkci místopředsedy, a Královské vysoké školy lékařů v Anglii (Royal College of Surgeons of England). Roku 1902 se stal členem Bathského řádu. V roce 1911 v něm byl povýšen do hodnosti rytíře komandéra. Belgický král ho jmenoval také důstojníkem řádu Leopolda II.
V roce 1902 se stal profesorem i předsedou tropického lékařství na univerzitě v Liverpoolu a obdržel Nobelovu cenu za fyziologii a medicínu. V Liverpoolu působil do roku 1912, od kdy začal přednášet v Londýně na Kings College Hospital. Roku 1917 byl jmenován konzultantem War Office pro léčbu malárie. Roku 1918 se stal rytířem komandérem Řádu sv. Michala a sv. Jiří. Později pracoval rovněž jako konzultant britského ministerstva důchodů. V roce 1926 pak stanul v čele Rossova ústavu a kliniky tropických nemocí a na tomto postu pracoval až do své smrti.  Dělal rovněž prezidenta Společnosti tropického lékařství (Society of Tropical Medicine).
Ross byl průkopníkem moderní epidemiologie a prvním, kdo začal tvořit a systematicky používat matematické modely pro popis a odhad chování epidemie. Celý svůj život zasvětil boji proti malárii. Krom odborných epidemiologických a matematických prací psal též básně, povídky i romány a maloval obrazy. V roce 1923 vydal obsáhlou autobiografii Paměti (Memoirs) s úplným popisem problému malárie a jeho řešení.
Obdržel řadu vyznamenání a čestných členství v mnoha společnostech ze všech možných koutů světa. Ačkoli se kvůli své činorodosti s mnoha lidmi často dostával do sporů, po celém světě si vybudoval rozsáhlý okruh přátel. Roku 1889 se oženil s Rosou Bessie Bloxamovou. Z tohoto svazku vzešli dva synové, Ronald a Charles, a dvě dcery, Dorotha a Sylvie. Zatímco Rosa zemřela v roce 1931, Ross ve svém institutu po dlouhé nemoci zesnul o rok později.

## Dílo
- The Prevention of Malaria (1910)
- Studies on Malaria (1928)